# (6187) 1988 RD5
(6187) 1988 RD5 (1988 RD5, 1977 RH20, 1977 RU2, 1989 YD5) — астероїд головного поясу, відкритий 2 вересня 1988 року.
Тіссеранів параметр щодо Юпітера — 3,185.